# Paolo Langeri
Paolo Langeri (fl. XX secolo) è stato un calciatore italiano, di ruolo portiere.

## Carriera
Militò tra le file del Genoa dal 1906 al 1907.
L'esordio nel Grifone avvenne nel pareggio casalingo per uno ad uno contro la Juventus del 21 gennaio 1906, quando sostituì James Spensley alla difesa porta rossoblu.
La stagione seguente giocò entrambi gli incontri del girone eliminatorio ligure contro i rivali cittadini dell'Andrea Doria, subendo quattro reti.